# Sun Caged
Sun Caged ist eine niederländische Progressive-Metal-Band aus Sittard, die im Jahr 1999 gegründet wurde.

## Geschichte
Die Band wurde im Frühling 1999 gegründet. Die Band war zunächst nur als Studioprojekt gedacht, jedoch änderte sich dies, als sich die Band Lemur Voice, Band von Gitarrist Marcel Coenen, im Jahr 2000 auflöste. Bis 2002 wurden mehrere Demos veröffentlicht, wodurch die Band einen Vertrag mit dem finnischen Label Lion Music erreichte. Für die Veröffentlichung in Japan entschied man sich für Marquee/Avalon. Das Album wurde von Arjen Lucassen abgemischt. Die Aufnahmen fanden Anfang 2003 statt, die Veröffentlichung folgte am 22. Oktober. Danach folgten Auftritte zusammen mit Vanden Plas und Queensrÿche. Im März 2007 folgte das zweite Album Artemisia. Im Jahr 2011 wurde das dritte Album namens The Lotus Effect veröffentlicht.

## Stil
Die Band spielt Progressive Metal, der mit der Musik von Symphony X verglichen wird. Besonders charakteristisch ist dabei der klare Gesang.

## Diskografie
- Scar Winter (Demo, 2000, Eigenveröffentlichung)
- Dominion (EP, 2001, Eigenveröffentlichung)
- Promo 2002 (Demo, 2002, Eigenveröffentlichung)
- Sun Caged (Album, 2003, Lion Music)
- Artemisia (Album, 2007, Lion Music)
- The Lotus Effect (Album, 2011, Lion Music)